# Schistidium donatii
Schistidium donatii là một loài Rêu trong họ Grimmiaceae. Loài này được (Herzog & Thér.) Ochyra & Matteri mô tả khoa học đầu tiên năm 1996.